# Magdalena Starzycka
Magdalena Starzycka, M. Magdalena Starzycka właśc. Maria Magdalena Starzycka (ur. 23 stycznia 1939 w Łodzi) – polska pisarka i tłumaczka, autorka utworów literackich, powieści, przekładów z języków portugalskiego i hiszpańskiego, artykułów i reportaży.

## Życiorys
Absolwentka VIII Liceum Ogólnokształcącego w Łodzi (1956) i filologii polskiej na Uniwersytecie Łódzkim (1961). Następnie pracowała jako nauczycielka, a od 1979 jako lektorka języka polskiego w Studium Języka Polskiego dla Cudzoziemców. Następnie ukończyła kurs języka hiszpańskiego oraz jako samouk uczyła się języka portugalskiego. Pracowała jako lektor języka i kultury na Universytecie Lizbońskim (1985–1989). Następnie ponownie nauczała na Uniwersytecie Łódzkim do 1995 kiedy przeszła na emeryturę. Była m.in. sekretarzem i wiceprzewodniczącą Komisji Zakładowej NSZZ „Solidarność” na Uniwersytecie Łódzkim.
Jest autorką książek prozatorskich, tłumaczką z języka portugalskiego, w tym m.in. prozy, esejów i wierszy. Publikowała teksty literackie, publicystyczne na łamach m.in. „Odgłosów”, „Tygla Kultury” i „Kroniki Miasta Łodzi”.

## Publikacje

### Książki
- Manufaktura czasu, Biblioteka „Tygla Kultury”, Łódź 2009; wyd. II uzupełnione: Księży Młyn Dom Wydawniczy, Łódź 2016
- Spijając filiżankami słońce, Wydawnictwo MG, Warszawa 2010,
- Słowo pirata, Wydawnictwo MG, Warszawa 2011.
- Spacerkiem po Lizbonie, w: „Gdzie ziemia się kończy a morze zaczyna. szkice polsko-portugalskie”. Wydawnictwo Uniwersytetu Śląskiego, Katowice 2016
- Na niby i naprawdę, Dom Literatury w Łodzi, 2018.

### Tłumaczenia
- David Mourão-Ferreira(inne języki), Szczęśliwa miłość, AnaGraf, Łódź 1999.

## Wyróżnienia
- Nagroda Ministra Kultury i Dziedzictwa Narodowego (2014),
- Odznaka „Za Zasługi dla Miasta Łodzi” (2017)[1][2].